# Discografia dei Diamond Head
La discografia dei Diamond Head, gruppo musicale heavy metal britannico è costituita da sette album in studio, quattro dal vivo, tre EP e nove singoli, pubblicati tra il 1980 e il 2016.

## Album

### Album in studio
| Anno | Titolo                                                                                  | Classifiche |
| Anno | Titolo                                                                                  | UK          |
| ---- | --------------------------------------------------------------------------------------- | ----------- |
| 1980 | Lightning to the Nations - Pubblicato: 1º luglio 1980 - Etichetta: Happy Face Records   | —           |
| 1982 | Borrowed Time - Pubblicato: 27 settembre 1982 - Etichetta: MCA Records                  | 24          |
| 1983 | Canterbury - Pubblicato: settembre 1983 - Etichetta: MCA Records                        | 32          |
| 1993 | Death & Progress - Pubblicato: 1º giugno 1993 - Etichetta: Bronze, Castle Communication | —           |
| 2005 | All Will Be Revealed - Pubblicato: 31 ottobre 2005 - Etichetta: Livewire Records        | —           |
| 2007 | What's in Your Head? - Pubblicato: 30 luglio 2007 - Etichetta: Livewire, Cargo Records  | —           |
| 2016 | Diamond Head - Pubblicato: 22 aprile 2016 - Etichetta: Dissonance Productions           |             |

### Album dal vivo
| Anno | Titolo                                                                                           |
| ---- | ------------------------------------------------------------------------------------------------ |
| 1992 | The Friday Rock Show Sessions: Live at Reading - Pubblicato: 1992 - Etichetta: Raw Fruit Records |
| 1994 | Evil Live - Pubblicato: 1994 - Etichetta: Bronze, Castle Communications                          |
| 2006 | It's Electric - Pubblicato: 26 giugno 2006 - Etichetta: Secret Records Limited                   |
| 2010 | Live at the BBC - Pubblicato: 2010 - Etichetta: Geffen Records                                   |

### Raccolte
| Anno | Titolo                                                                                              |
| ---- | --------------------------------------------------------------------------------------------------- |
| 1986 | Behold the Beginning - Pubblicato: 1986 - Etichetta: Metal Masters                                  |
| 1987 | Am I Evil - Pubblicato: 1987 - Etichetta: FM Revolver Records                                       |
| 1992 | Singles - Pubblicato: 1992 - Etichetta: MCA Japan                                                   |
| 1999 | The Best of Diamond Head - Pubblicato: 1999 - Etichetta: Half Moon                                  |
| 2000 | Diamond Nights - Pubblicato: 2000 - Etichetta: Metal Blade Records                                  |
| 2004 | Am I Evil?: The Definitive Diamond Head Anthology - Pubblicato: 2004 - Etichetta: Sanctuary Records |

## Extended play
| Anno | Titolo                                                                         |
| ---- | ------------------------------------------------------------------------------ |
| 1981 | Diamond Lights - Pubblicato: 1981 - Etichetta: Diamond Head Records            |
| 1982 | Four Cuts - Pubblicato: 1982 - Etichetta: MCA Records                          |
| 2002 | Acoustic First Cuts EP - Pubblicato: 2002 - Etichetta: Diamond Head Recordings |

## Demo
- 1977 – Untitled Demo
- 1979 – Rehashed Demo
- 1991 – 1991 Demo

## Singoli
- 1980 – Shoot Out the Lights
- 1980 – Sweet and Innocent
- 1981 – Waited Too Long/Play It Loud
- 1982 – In the Heat of the Night
- 1982 – Call Me
- 1983 – Makin' Music
- 1983 – Out of Phase
- 1983 – Sucking My Love (Live)
- 1991 – Wild on the Streets/I Can't Help Myself

## Videografia

### Album video
- 2006 – To the Devil His Due